# بافت تاریخی

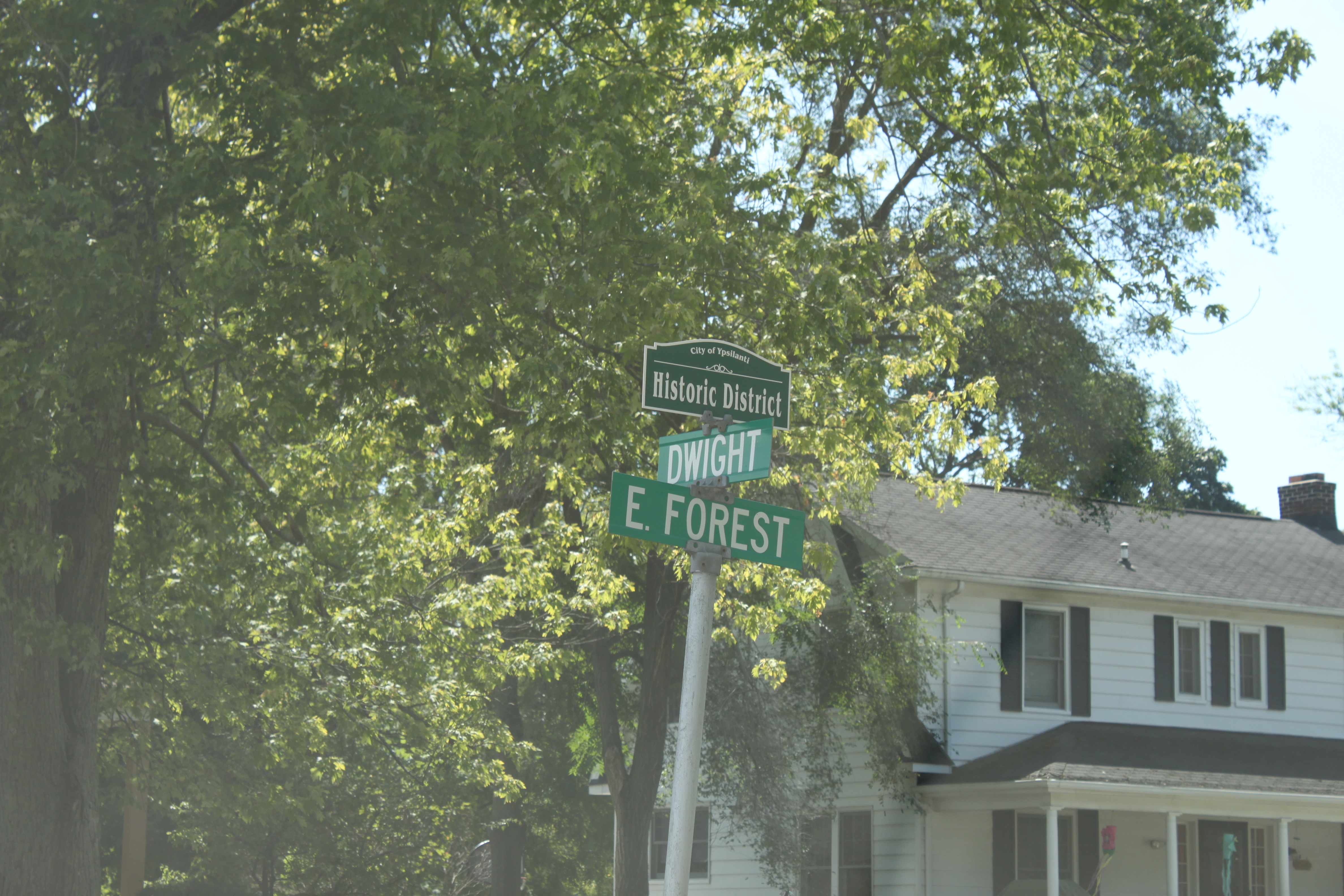
خیابان بافت تاریخی در میشیگان, میشیگان

بافت تاریخی، منطقه تاریخی و یا منطقه میراث فرهنگی بخشی از یک شهر است که در آن ساختمانها و بناها و آثار ارزشمند معماری و تاریخی وجود دارد. بافت تاریخی در برخی کشورها تحت حمایت قانونی قرار می گیرد و از آن محافظت می شود.
بافت از نظر لغوی به معنای بافتن و درهم تنیده شدن و بهم پیوستن است. بافت تاریخی مجموعه‌ای از فضاها و ساختمانهای مختلف شهری و روستائی می‌باشد که در تقسیمات اجتماعی محلی, از محله های مختلف تشکیل شده است. 
بافت تاریخی شهر ممکن است با مرکز شهر منطبق باشد یا نباشد.  همچنین ممکن است بافت تاریخی با بافت تجاری، بافت اداری یا بافت فرهنگی هنری شهر منطبق باشد یا این که از آنها متمایز باشد.

## ایران
در ایران برخی شهرها دارای بافت تاریخی هستند. وزارت مسکن و شهرسازی بر اساس درخواست سازمان میراث فرهنگی طرح حمایت و حفاظت از بافت تاریخی را برای ۱۶۸ شهر کشور تصویب کرد. 

## همچنین نگاه کنید
- بافت تاریخی در شهرهای ایران
- هسته شهر
- رناحیه تجاری مرکزی